# Eumacronychia
Eumacronychia is een vliegengeslacht uit de familie van de dambordvliegen (Sarcophagidae).

## Soorten
- E. agnella Reinhard, 1939
- E. alternata Reinhard, 1939
- E. armilla Reinhard, 1965
- E. borregoensis Reinhard, 1965
- E. caneloensis Reinhard, 1965
- E. crassipalpis Reinhard, 1939
- E. cretata Reinhard, 1965
- E. decens Townsend, 1892
- E. duplicata Reinhard, 1944
- E. elita Townsend, 1892
- E. elongata Allen, 1926
- E. montana Allen, 1926
- E. nigricornis Allen, 1926
- E. persolla Reinhard, 1965
- E. recula Reinhard, 1965
- E. rohweri Allen, 1926
- E. sternalis Allen, 1926
- E. taleola Reinhard, 1965
- E. tortilis Reinhard, 1939
- E. tricosa Reinhard, 1939